# Katra (band)
Katra is een Finse gothic metal band opgericht in de zomer van 2006. Zangeres Katra Solopuro omschrijft hun sound als een mix van klassieke zang, metal en folk. Toch zijn metalkenners het er over eens dat Katra in het rijtje past van onder andere Nightwish en Within Temptation.

## Discografie
Katra heeft inmiddels twee cd's gemaakt. 
1. Katra (2007) (bevatte onder andere hun eerste single Sahara)
2. Beast Within (2009). Katra Solopuro zingt op dit nieuwste album ook in het Engels.

## Eurovisiesongfestival
De band kwam in 2007 negatief in de media toen hun songfestvialnummer Tietäjä van plagiaat werd beschuldigd. Volgens kenners zou het nummer te veel gelijkenissen vertonen met Jillian, een nummer van de Nederlandse metalband Within Temptation. Uiteindelijk mocht de band toch nog deelnemen aan het festival maar zonder succes want ze behaalden geen finaleplaats.